# Bobrówko (powiat sulęciński)

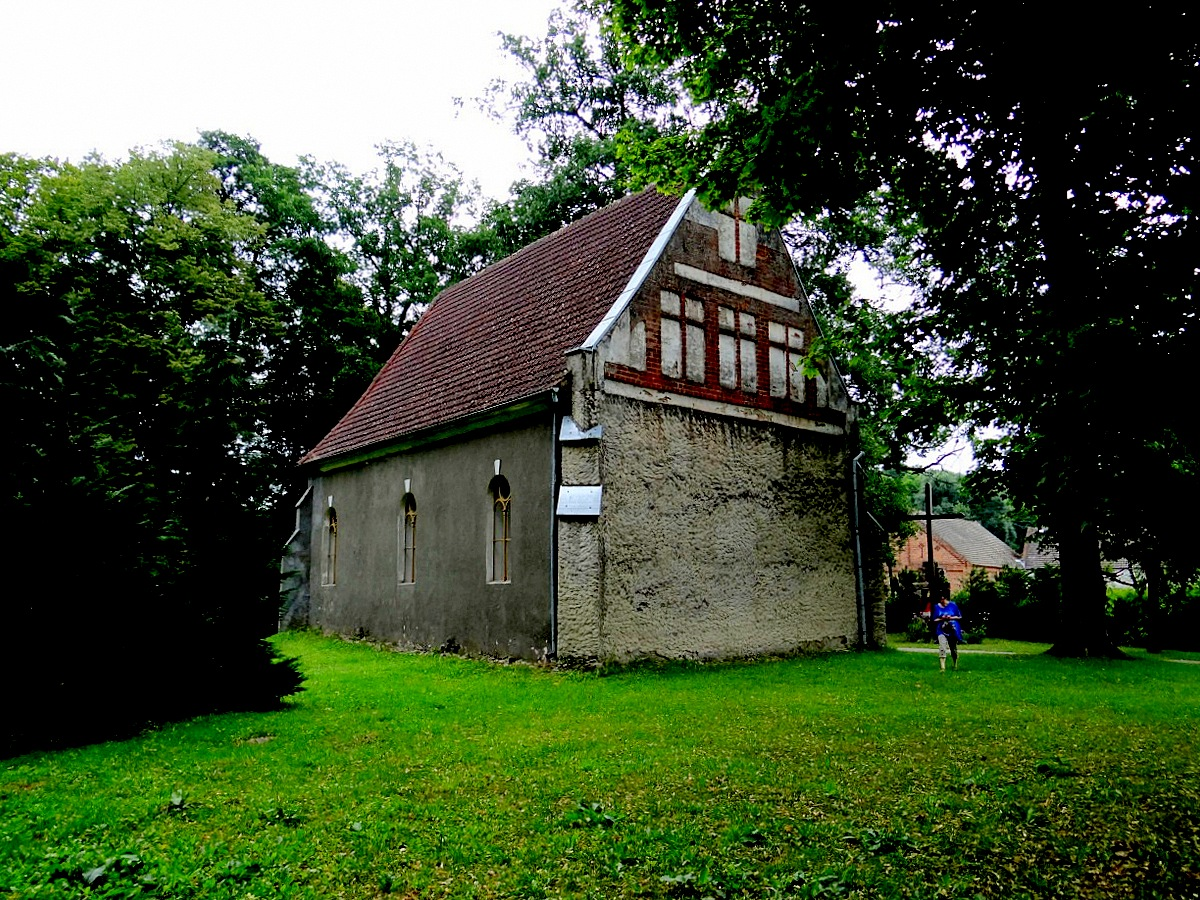
Kościół Podwyższenia Krzyża Świętego z XV w.

Bobrówko – wieś w Polsce położona w województwie lubuskim, w powiecie sulęcińskim, w gminie Torzym.
W latach 1975–1998 miejscowość należała administracyjnie do województwa zielonogórskiego.

## Zabytki
Do wojewódzkiego rejestru zabytków wpisany jest:
- kościół filialny pod wezwaniem Podwyższenia Świętego Krzyża, z XV wieku.